# La Saulce
La Saulce település Franciaországban, Hautes-Alpes megyében. Lakosainak száma 1375 fő (2022. január 1.). La Saulce Curbans, Fouillouse, Lardier-et-Valença és Tallard községekkel határos.

## Népesség
A település népességének változása:
| Lakosok száma | 565  | 638  | 632  | 1190 | 1392 | 1502 | 1555 | 1443 | 1397 | 1375 |
|               | 1968 | 1982 | 1990 | 2006 | 2013 | 2015 | 2017 | 2019 | 2020 | 2022 |